# Gregório Bondar
Gregório Gregorievitch Bondar (1881 – 1959) foi um agrônomo, entomologista e pesquisador origem ucraniana cujo trabalho contribuiu significativamente para a entomologia brasileira.
Em sua homenagem a Comissão Executiva do Plano da Lavoura Cacaueira criou em Belmonte (Bahia) uma estação experimental nomeada Estação Experimental Gregório Bondar.

## Biografia
Graduado Engenheiro Agrônomo pelo Instituto Agricola da Universidade de Nancy (França), foi membro da Sociedade Entomológica de Petrogrado (atual Sociedade Entomológica Russa) e da Sociedade Brasileira de Entomologia. Veio para o Brasil em 1910, onde trabalhou no Instituto Agronômico de Campinas, na Escola Superior de Agricultura Luiz de Queiroz e na Secretaria da Agricultura do Estado da Bahia. Foi um dos pioneiros do Instituto de Cacau da Bahia. Em sua obra destacam-se suas pesquisas voltadas para a lavoura cacaueira, nos campos da Entomologia, Botânica, Fitopatologia e Geologia.
Bondar descreveu diversas espécies novas de palmeiras (Palmae), de cujo estudo econômico publicou diversos livretos.
Publicou diversas outras obras de Botânica Econômica (sobre Apocináceas, Euforbiáceas e Aráceas). Seu livro "Palmeiras do Brasil" foi publicado postumamente, em 1964, pelo Instituto de Botânica de São Paulo.

### Início da vida
Bondar nasceu em uma família de agricultores que possuíam 5 hectares de terra na vila de Buromca Malaia, distrito de Zolotonosha. Lá, ele participou da escola secundária, graduando-se em 1892. Em 1894, sua família emigrou para o departamento de Yeniseysk, na Sibéria. Lá, ele trabalhou por um ano como agricultor, sendo posteriormente nomeado como caixeiro para o município. Em 1896, ele se mudou para Kansk, onde trabalhou como balconista no departamento de polícia. Em 1899, ele largou o emprego e voltou para a escola em Krasnoyarsk, graduando-se em 1902. Entre 1902 e 1905, trabalhou como professor de escola primária em Yeniseysk.

### A prisão e a primeira migração para o Brasil
Em 1905, Bondar foi delineado pelos militares para combater na Guerra Russo-Japonesa. No mesmo ano, ele foi preso por atividades políticas subversivas. Ele ganhou a anistia com o Manifesto de Outubro do mesmo ano, juntando-se a um levantamento armado em Krasnoyarsk um mês mais tarde. Ele foi novamente preso, escapando em 20 de maio 1906. Ele migrou para a Manchúria sob a identidade de Gregório Kogutovsky, onde trabalhou como professor no Distrito de Hailar  até 1908. Naquele ano, ele se mudou para a França para participar da Universidade de Nancy, onde se graduou como engenheiro agrônomo em 1910. Não sendo possível voltar para a Rússia, ele se mudou para o Brasil. Inicialmente, ele trabalhou como fotógrafo free-lance, sendo contratado em 1911 como assistente de pesquisa no departamento de patologia de plantas do Instituto Agronômico de Campinas. Em 1913, recebeu a cidadania brasileira e foi nomeado professor de zoologia e entomologia na Escola Superior de Agricultura Luiz de Queiroz.

### Volta à Rússia
No início de 1916, Bondar retornou à Rússia para combater na Primeira Guerra Mundial. Antes de se formar na escola militar, ele foi detido para os encargos de 1905 e enviado para a prisão em São Petersburgo. Ele recebeu a anistia em 1917, após a Revolução Russa. Sendo politicamente moderado, juntou-se ao Movimento Branco e foi eventualmente nomeado como vice-governador do departamento de Yeniseysk. Com a derrota do governo pan, ele foi preso e condenado à morte em 24 de Dezembro de 1919. Sua sentença nunca foi executada e, em 1920, foi libertado com a condição de organização de defesa agrícola contra um gafanhoto ataca pragas do trigo na parte sul do departamento de Yeniseysk. No caminho para o seu destino, ele conseguiu escapar, inicialmente para a Mongólia.

### Retorno ao Brasil
Da Mongólia, Bondar viajou para a Manchúria, a Coréia e o Japão. Em Setembro de 1920, ele embarcou no navio Chicago Maru rumo a Santos, no Brasil. Em 1921, Bondar foi contratado pelo estado da Bahia como um entomologista e patologista de plantas no Departamento de Agricultura. Após a resolução de 1921, viveu na Bahia até o final de sua vida. Em 1932, ele foi transferido para o Instituto de Cacau da Bahia. Em 1938, ele foi contratado como consultor técnico pelo Instituto Central de Fomento Econômico da Bahia.

## Pesquisas
Bondar descreveu várias novas espécies de palmeiras (Arecaceae). Ele também publicou vários artigos de botânica de plantas da família Apocynaceae, Euphorbiaceae, Araceae e Arecaceae. Seu livro "Palmeiras do Brasil" foi publicado postumamente, em 1964, pelo Instituto de Botânica de São Paulo.
Ele descreveu 318 espécies de insetos, incluindo muitas pragas das plantas estudou. A coleção de Bondar foi adquirida pelo David Rockefeller e doou para o Museu Americano de História Natural, incluindo muitos espécimes-tipo. A maior parte de sua investigação entomológica foi publicada em uma série de documentos chamado Notas Entomológicas da Baía, publicados entre 1937 e 1950 a Revista de Entomologia.

## Principais Obras
- Notas entomológicas da Bahia, I-XXII  (1938-1950)
- Chácaras e Quintaes de 1926 (a, b)
- A Cultura do Coqueiro no Brasil - Cocos Nucifera   (1955)
- Palmeiras do Brasil   (1964)
- Taro e Taiobas – Abc do Lavrador
- Boletim N° 7 – O Coqueiro no Brasil   (1939)
- O Dendêzeiro (Abc do Lavrador Prático)
- Pragas das Laranjeiras e outras Auranciaceas   (1915)
- A Cultura de Cacao na Bahia   (1939)
- Insetos Nocivos ao Cacaueiro   (1939)
- A Lavoura Cacaueira da Bahia
- Cacau Criollo na Bahia
- Cacau Branco na Bahia - Espécies e variedades de cacau (1958)

## Abreviatura (zoologia)
A abreviatura Bondar  emprega-se para indicar a Gregório Bondar como autoridade na descrição e taxonomia em zoologia.